# 5-я гвардейская воздушно-десантная дивизия
Приказываю:

1. Начальнику Главупраформа товарищу Щаденко совместно с военным советом ВДВ вместо формируемых восьми воздушно-десантных корпусов и пяти маневренных воздушно-десантных бригад сформировать десять воздушно-десантных гвардейских дивизий по новому штату гвардейских стрелковых дивизий, численностью 10670 человек каждая.

2. Командирами воздушно-десантных гвардейских дивизий назначить:
- <<...5-й полковника Травникова Н. Г....>>

3. Укомплектование дивизий закончить:

1-й очереди: пять дивизий к 15 декабря 1942 года;

...>> 

Народный комиссар обороны И. Сталин 
5-я гвардейская воздушно-десантная Звенигородская Краснознамённая ордена Суворова дивизия — тактическое соединение (воздушно-десантная дивизия) Рабоче-крестьянской Красной армии в Великой Отечественной войне.

## История
Дивизия образована 8 декабря 1942 года на основании Приказа наркома обороны № 00253 на базе частей 9-го воздушно-десантного корпуса и 4-й маневренной воздушно-десантной бригады в городе Киржач Владимирской области.
В действующей армии: 15.02.1943 — 18.04.1943, 18.07.1943 — 22.07.1943, 13.08.1943 — 04.09.1944, 03.11.1944 — 09.05.1945
Дивизию, имевшую отборный личный состав, планировалось использовать в операции «Полярная звезда» под Демянском. 3 февраля 1943 года дивизия была сосредоточена в Подмосковье, северо-восточнее Мытищ. Дивизия предприняла комбинированный марш на Северо-Западный фронт: стрелковые батальоны перевозились по грунтовым и шоссейным дорогам на автомашинах, артиллерия, весь конный состав, санный обоз и тылы — по железной дороге. 9 февраля дивизия в сумерках прошла Москву и двинулась по Ленинградскому шоссе к Калинину. Войска шли днём и ночью, с короткими остановками. Из-за двадцатиградусного мороза с метелями и снежными заносами движение войск было затруднено, сложно было с заправкой горючим — не хватало заправочных пунктов для одновременного обеспечения всей массы автотранспорта. Резервными машинами дивизия не располагала. Поэтому, если какая-то машина выходила из строя, её убирали с проезжей части, а люди, ехавшие в ней, ждали, пока не представится свободная машина. Снова догнать свою часть они не могли — обгон при таком плотном, интенсивном движении исключался. Несмотря на препятствия, которые ставила войскам суровая снежная зима, и организационные трудности, связанные с переброской по одной дороге одновременно 10 дивизий, марш был проведён успешно. С воздуха движение прикрывала авиация. 12 февраля дивизия, пройдя за трое суток 460 километров, сосредоточилась юго-западнее озера Селигер, в районе станций Соблаго и Пено. Здесь к строевым частям присоединились прибывшие по железной дороге тыловые подразделения, обозы и артиллерия. От места разгрузки полки дивизии двинулись на север. 15 февраля 1943 года части дивизии вышли к Конищево, на Демянский плацдарм. Здесь дивизия вошла в состав 68-й армии Северо-Западного фронта и участвовала в наступлении по ликвидации рамушевского коридора под Демянском. До 23 марта 1943 года дивизия вела наступательные, а затем оборонительные бои, после чего была выведена во второй эшелон армии.
С 19 апреля 1943 года дивизия была выведена в резерв Ставки Верховного Главнокомандования, совершила пеший 200-километровый марш к городу Осташков, погрузились в эшелоны и через Калинин двинулись к Москве, а затем к Воронежу в Степной военный округ. 4 мая части дивизии выгрузились из эшелонов и сосредоточились в лесу, в 15 километрах западнее Усмани, где 5 мая 1943 года дивизия вошла в состав 20-го гвардейского стрелкового корпуса, под командованием генерал-майора Бирюкова. Здесь в течение месяца части дивизии получали пополнение и производили обучение новобранцев и боевое слаживание. В июне 1943 года дивизия совершила марш-бросок от Воронежа, преодолев 600 километров за 25 дней (с 10 июня по 5 июля 1943 года), постоянно находясь в обучении.
8-го июля 1943 года дивизия сосредоточилась в Новом Осколе, пребывая в резерве армии. В конце июля дивизия вышла к Прохоровке, затем была переброшена под Ахтырку и к середине августа вела бои за Ахтырку в составе 27-й армии. Под ударами врага дивизии пришлось оставить Ахтырку, полки отошли на юго-восток, где прочно заняли рубеж обороны на участке Ахтырка — Богодухов. С этого рубежа дивизия вскоре приняла участие в контрударе в районе Котельвы. В период с 19 по 23 августа дивизия освободила Каплуновку, Мойку, Чемодановку, совхоз Бугреватый. 25 августа 1943 года на рассвете, после короткого артналёта, дивизия перешла в наступление на Котельву. Гвардейцы сразу же почувствовали резкое падение боеспособности гитлеровцев. За день части дивизии продвинулись на 15 километров, освободив десятки сел и хуторов. Наступление развивалось успешно. Дивизия стремительно продвигались на юго-запад вступая в битву за Левобережную Украину. Туда, к Днепру, и наступали части дивизии. Им предстояло прежде всего овладеть Котельвой. Фашисты тщательно укрепили Котельву. Бои за неё начались 26 августа 1943 года и продолжались 14 суток. Дивизия не смогла преодолеть сопротивления частей танковой дивизии «Мёртвая голова», огнём которой она была остановлена у окраины Котельвы на северном берегу реки Котелевки, и вела огневой бой. Противник непрерывно подтягивал подкрепления, и вскоре борьба приняла позиционный характер. Если в первые дни успех дивизии определялся захватом улицы или квартала, то потом схватки, упорные, ожесточенные, шли уже за каждый дом и двор. Однако командование корпуса не позволило войскам дивизии увязнуть в мощной вражеской обороне. Было принято решение передвинуть дивизии вправо по линии фронта. Нанеся здесь удар и обходя Котельву, дивизия вместе с другими соединениями корпуса создали угрозу окружения 7-й немецкой танковой дивизии. Этот манёвр при минимальных потерях дал крупный тактический выигрыш. Фашисты сразу же были вынуждены оставить Котельву.
С 15 сентября 1943 года дивизия находясь во втором эшелоне корпуса в составе 4-й гвардейской армии участвовала в наступлении по Полтавщине на юго-запад. 29 сентября 1943-го дивизия вышла к Днепру, однако захватить сходу мост юго-восточнее Черкасс не удалось. 29 сентября по приказу командования армией дивизия двинулась на юг, вдоль реки и к 1 октября сосредоточилась в районе Кременчуга, где заняла оборону на левом берегу Днепра от Власовки до Кременчуга. 4 октября 1943 года дивизия сдала свой участок обороны частям 52-й армии и сосредоточилась в районе Мозолеевка, хутор Дубина, Пронозовка. В ночь на 6 октября головные отряды дивизии начали переправу из района Градижск через Днепр с использованием двадцати десантных и тридцати местных лодок. Весь октябрь на днепровских рубежах шли схватки за плацдармы. Ни та, ни другая сторона не добились решающих успехов. Дивизия осталась единственной воздушно-десантной дивизией в корпусе, ведя бои местного значения на острове Яцков. Во второй декаде октября командующий армией решил вновь попытаться овладеть Ново-Георгиевском с уже существующего плацдарма в районе Липово, Калаборок. Сюда и была переправлена дивизия. К вечеру 22 октября дивизия заняла исходные позиции для наступления. 28 октября 1943 года дивизия занимала рубеж обороны на Новолиповском плацдарме, приняв от 69-й гвардейской стрелковой дивизии, часть её оборонительной полосы. Конфигурация плацдарма напоминала тупой клин, основанием своим опиравшимся на Днепр. Левую часть этого клина заняли войска дивизии. Оборона плацдарма продолжалась до декабря 1943 года. 28 ноября 1943 года боевая инициатива, проявленная десантниками, принесла неожиданные перемены. После дневной неудачи разведгруппам дивизии удалось нащупать слабое звено в обороне противника. Командир дивизии полковник Забелло отдал приказал наступать. Полки дивизии быстро продвинулись. В результате к утру 29 ноября дивизия была уже в 2-3 километрах от Ново-Георгиевска. Сильное сопротивление встретила дивизия на подходе к селу Ревовка. Бои были очень напряженные. Полковник Забелло с начальником штаба вышли в боевые порядки полков. Ревовку взяли, но оба командира были ранены. Оценив создавшуюся обстановку, командир корпуса Бирюков приказал штурмовать Ново-Георгиевск, нанося главный удар на правом фланге. Дивизия, совместно с 138-й стрелковой дивизией и приданным в усиление истребительным противотанковым полком составили основную ударную силу. В соответствии с планом 1 декабря части дивизии были переброшены на Крюковский плацдарм и с ходу начали наступление на Ново-Георгиевск с юга, через Табурище и Ревовку. План удался. Уже к 7.00 2 декабря оборона противника была взломана, передовые батальоны ворвались в Ново-Георгиевск. За ними полки дивизии начали штурм города с трех сторон: 11-й полк — с северо-востока, 16-й полк — с востока, а 1-й полк штурмовал город с юго-востока. После взятия Ново-Георгиевска наступление развивалось крайне медленно. Задерживаясь на заранее подготовленных, весьма выгодных рубежах, противник упорно сопротивлялся. Полки дивизии вновь и вновь были вынуждены останавливаться, чтобы подготовить прорыв его обороны, вынуждены были просить усиления. 7 декабря дивизия вышла на рубеж Семигорья. Проведя за ночь перегруппировку частей, уплотнив боевые порядки утром 8 декабря дивизия вновь перешла в наступление. Сразу же обозначился крупный успех: дивизия, сломив сопротивление противника, перерезала дорогу из Чигирина на запад. Благодаря охватывающему манёвру, предпринятому 138-й дивизией, вскоре был освобождён город Чигирин, а вслед за ним и Субботов.
В январе-феврале 1944 года, сломив сопротивление противника на сильно укреплённой полосе в районе села Цветна, дивизия перешла в стремительное наступление, освободив ряд населённых пунктов: Китай-Город, Александровка, Томашёвка, Вербовка, Ташлык, Матусов и другие. Принимала участие в боях по уничтожению Корсунь-Шевченковской группировки, нанесла значительный урон врагу, захватив 710 пленных и большие трофеи.
По состоянию на 1 января 1944 года дивизия удерживала рубеж Цветна, Рексино, Высшие Верещаки. В ночь на 2 января частично передала рубеж обороны 69-й гвардейской стрелковой дивизии, выведя 1-й гвардейский стрелковый полк в резерв, с задачей занять круговую оборону в районе Цветна. 8 января 1944 года дивизия получила приказ перейти в наступление в общем направлении на Старую и Новую Осоту. Преодолев к 6.30 утра сопротивление противника на рубеже Любомирка, Высшие Верещаки дивизия к концу дня достигла рубежа хутор Антоновка, Китай Город. 9 января части дивизии освободили Трилесы и Китай Город и продолжили преследование отступающего противника. 10 января 1944 года противнику удалось закрепиться на западном берегу реки Сухой Ташлык. Дивизия вела огневой бой с противником на рубеже Вербовка, Баландино. Не сумев прорвать оборону 282-й пехотной дивизии Вермахта дивизия в ночь на 12 января совершила перегруппировку по маршруту колхоз Воля, Бондырево, Крымки, сменила части 14-й гвардейской стрелковой дивизии на рубеже Ставидло, Хайновка и к 9.30 утра перешла в наступление. До конца дня дивизии пришлось отразить несколько контратак противника и достичь значительного продвижения не удалось. Получив приказ продолжать наступление в общем направлении хутор Петровский, Новосёловка, дивизия к исходу 13 января 1944 года смогла достичь рубежа Василивка, высота 214,3, где вынуждена была перейти к обороне. Попытка вновь перейти в наступление 17 января успеха не имела. Передав свои позиции 375-й и 252-й стрелковым дивизиям, дивизия в ночь с 19 на 20 января 1944 года совершила марш по маршруту Хайновка, Крымки, Бондырево, Томашёвка и к 21 января сосредоточилась в лесу западнее Томашёвки. В ночь на 24 января дивизия вновь перешла в наступление, достигнув к концу дня Телепино и вела до 26 января бои за освобождение Телепино и Радвановка. Преследуя отходящего противника части дивизии 26 января 1944 года освободили Екатериновку и вышли на подступы к станции Сердюковка. 27 января дивизия освободила станцию и совхоз Сердюковка, чем способствовала освобождению города Звенигородка 28 января 1944 года войсками фронта. Приказом Ставки ВГК от 03.02.1944 года № 030, в ознаменование одержанной победы дивизия получила почётное наименование «Звенигородская».. 30 января 1944 года дивизия освободила Самгородок и совхоз Александровка, продолжая наступление в направлении Матусов. 31 января были освобождены хутора Красная Долина и Сухопарик. 1 февраля 1944 года дивизия достигла Дмитровки, где приступила к сосредоточению для продолжения наступления против противника, занявшего рубеж обороны Вороновка, Ольшанский сахарный завод. 2 февраля части дивизии вступили в бой за Ольшанский завод, однако в результате контратаки танков 14-й танковой дивизии противника овладеть им не сумела. Отбив многочисленные контратаки противника 3 февраля, 4 февраля 1944 года дивизия снова перешла в наступление и овладела опорным пунктом противника Вербовка. 6 февраля дивизия завязала бои за Петропавловку, которую удалось полностью освободить только к 9 февраля. 10 февраля части дивизии, продолжая преследование отходящего противника, освободили Завадовку. К 13 февраля 1944 года части дивизии вели бои с окруженной группировкой противника на рубеже Кошмак, Глушки. 14 февраля дивизия освободила Глушки и Петрушки. В связи с прорывом противником кольца окружения дивизия получила задание ликвидировать данный прорыв и в течение 15 февраля переброшена по маршруту Петрушки, Квитки, Селище, Сухины, Моренцы и сосредоточилась севернее Моренцы. 16 февраля 1944 года дивизия заняла оборону фронтом на север на рубеже Петровское, Моренцы. 17 февраля 1944 года части дивизии предотвратили прорыв войск противника из окружения в районе Шендеровки. Совместно с другими соединениями и частями армии он был остановлен в районе Почапинцы и затем полностью ликвидирован. Дивизия наносила удар со стороны Комаровки. 19 февраля дивизия была сосредоточена в районе Почапинцы, Джурженцы и маршем по маршруту Моренцы, Гнилец, Сегединцы выведена во второй эшелон корпуса, проводя в районе Сухины, Гнилец, Трёххуторовка, Пидыновка восстановление и боевую подготовку. 21 февраля 1944 года приказом ВГК личному составу дивизии была объявлена благодарность и состоялось присвоение почётного наименования Звенигородская. 29 февраля дивизия вновь была переведена в первый эшелон сосредоточившись в районе Озирна, Звенигородка.
Во время дальнейшего наступления части дивизии форсировали реки Южный Буг и Днестр. Несмотря на тяжёлую распутицу, за 45 дней было пройдено с боями более 350 километров, освобождены 150 населённых пунктов, в том числе 6 апреля 1944 года был освобождён Оргеев.
До 22 августа 1944 года дивизия находилась в обороне, затем приняла участие в освобождении Кишинёва и других населённых пунктов Молдавии (Ясско-Кишинёвская операция). По итогам операции 1-му полку было присвоено почётное наименование Ясский, 11-му полку — Кишинёвский. 16-й полк был награждён орденом Кутузова II степени.
С 5 сентября 1944 года дивизия находилась в Прикарпатье, в резерве ставки ВГК. Пополненная свежими силами дивизия в конце октября 1944 года была переброшена в Румынию и включена в состав 3-го Украинского фронта.
3 ноября 1944 года в составе 20-го гвардейского стрелкового корпуса форсировала реку Дунай, затем продвинулась в направлении озера Балатон, освободив Домбовар, Мезокомар, Эньинг, Лепшень. После выхода к Балатон-Фекояру, была переброшена в район озера Веленце, с задачей освободить Секешфехервар. 20 декабря 1944 года дивизия, совершив прорыв оборонительной линии врага, освободила пригороды Секешфехервара, затем после 3-х дневных боёв заняла населённый пункт Замоль. 23 декабря 1944 года был освобожден Секешфехервар. Таким образом завершилось окружение крупной группировки противника западнее Будапешта. Дивизия уничтожила 2190 солдат и офицеров, орудий — 52, самоходных орудий — 5, танков — 36, бронетранспортёров — 34, самолётов — 8, автомобилей — 24. Трофеи: танки — 1, орудия — 27, миномёты — 8, пулемёты — 40, стрелковое оружие — 372, вагоны — 50, платформы — 60, взято в плен — 359.
В конце декабря дивизия перешла к обороне на внешней стороне Будапештского котла. В течение января 1945 года противником были предприняты три серьёзные попытки с целью деблокировать осаждённый Будапешт, для этого в Венгрию были срочно переброшены 4-й танковый корпус СС, 96-я и 711-я пехотные дивизии. В одном из сражений 7 января 1945 года, дивизия, совместно с 7-й гвардейской воздушно-десантной дивизией отразили атаки до 120 танков, не дав развить наступление врага. Для отражения наступления в дивизии было сосредоточено до 10 орудий на 1 километр фронта. Именно это помогло отразить одновременное наступление 70 танков противника. К концу дня плотность артиллерии была увеличена до 45 орудий на километр фронта..
7 января 1945 главный удар противника был нанесён в полосе обороны дивизии. Её боевые порядки атаковало около сотни танков и два пехотных полка, поддержанных огнём примерно двадцати артиллерийских и минометных батарей. Противник двигался двумя большими группами. До двадцати бронеединиц — на Маргит и около семидесяти — на Барбалу. Оборону на этом участке осуществляли 11-й и 16-й гвардейские стрелковые полки и части 64-й механизированной бригады 7-го механизированного корпуса. Конечной целью наступления противника был Замоль. Завязались огневые дуэли между танкистами врага и обороняющимися артиллеристами. Из армейского резерва непрерывно прибывали новые артиллерийские полки и дивизионы, что позволяло всё более укреплять оборону дивизий. К вечеру огневой щит дивизии состоял уже из двухсот орудий, начиная с 45-миллиметровых противотанковых пушек и кончая тяжёлыми пушками-гаубицами 123-й артиллерийской бригады.
Во второй половине дня танки и самоходки противника ворвались на передний край обороны дивизии. Яростно дрались воины 11-го полка, благодаря мужеству которых противник был отброшен. 152-миллиметровые пушки-гаубицы не предназначены для стрельбы по танкам прямой наводкой. Однако артиллеристам 123-й тяжелой бригады пришлось применить и такой приём. Десять танков, прорвавшись через боевые порядки 11-го полка, устремились на Замоль. 2-й и 3-й дивизионы бригады стоявшие на окраинах Замоля уничтожило 7 танков противника и заставило остальные повернуть назад.
11 января 1945 года противник вновь предпринял попытки атаки на порядки дивизии, захватил Замоль, однако вынужден был прекратить наступление на этом направлении.
До середины марта 1945 года дивизия продолжала находиться в обороне, с незначительным отступлением в восточном направлении. С 6-го по 15 марта 1945 германские войска провели одно из сильнейших контрнаступлений в Великой Отечественной войне. На передовом участке внешнего фронта окружения, дивизия сдерживала натиск противника в составе 4-й гвардейской армии. За эти дни враг смог продвинуться не более чем на 33 километра, затем его наступление было остановлено.
13 марта 1945 года дивизия передала рубеж обороны Форна, Замоль, Миклош, Дьюла, Патка 98-й и 99-й гвардейским стрелковым дивизиям и сосредоточилась для перехода в наступление в районе Дьюла, Баклаш, Мария. 16 марта 1945 года севернее Секешфехервара дивизия совершила прорыв глубоко эшелонированной обороны противника и, продвигаясь с боями, освобождала территории, нанося при этом серьёзный урон врагу. За период до 31 марта было форсировано 32 канала, освобождено 53 населённых пункта, в том числе 2 города. Уничтожено: 3120 солдат и офицеров противника, танков — 75, бронетехники — 44, автомобилей — 213, мотоциклов — 24, разнокалиберных орудий — 57, миномётов — 30, 6-ти ствольных миномётов — 13. При этом были захвачены большие трофеи: танки и самоходные орудия — 17, бронетехника — 38, мотоциклов — 22, автомобилей — 235, орудий — 67, миномётов — 63, пулемётов — 195, стрелкового оружия — 1830.
С 7 апреля 1945 года дивизия участвовала в штурме Вены, вела бои в городском районе Кайзер-Оберсдорф. В ночь на 10 апреля дивизия, форсировав Дунайский канал, продвигалась с уличными боями к Северному железнодорожному вокзалу, с задачей занять Имперский мост через Дунай. 13 апреля мост был занят, Венская группировка врага была рассечена и обезврежена. Приказом ВГК от 13 апреля 1945 года войскам дивизии была объявлена благодарность, а 16-й гвардейский воздушно-десантный полк получил почётное наименование «Венский».
25 апреля 1945 года в целях предотвращения отхода немецких войск в Чехословакию, дивизия была сосредоточена севернее города Санкт-Пёльтен, где провела свои последние бои.
Боевой путь дивизии во время венского наступления тесно переплетён с частями 1-го гвардейского мехкорпуса, внесшими значительный вклад в общую победу над врагом. 8 мая 1945 года встречей с 11-й танковой дивизией 3-й Американской армии для дивизии завершилась Вторая Мировая война.
10 июня 1945 года Директивой ставки ВГК от 29 мая 1945 года № 11096 1-й Украинский фронт был переименован в Центральную группу войск, в состав которой вошла и дивизия. 28 июня 1945 года 5-я гвардейская воздушно-десантная дивизия переименована в 112-ю гвардейскую стрелковую Звенигородскую Краснознамённую, ордена Суворова дивизию.
В 1957 году переформирована в 112-ю гвардейскую мотострелковую дивизию с дислокацией в г. Чернигов. 24 мая 1962 года дивизия стала учебной.
1 июня 1968 года 112-я гвардейская учебная мотострелковая дивизия переформирована в 48-ю гвардейскую учебную танковую дивизию.
3 октября 1987 года 48-я гвардейская учебная танковая дивизия переформирована в 169-й гвардейский окружной учебный центр с дислокацией в г. Овруч (КиевВО).

## Состав
- 1-й гвардейский воздушно-десантный стрелковый полк
- 11-й гвардейский воздушно-десантный стрелковый полк
- 16-й гвардейский воздушно-десантный стрелковый полк
- 6-й гвардейский воздушно-десантный артиллерийский полк
- 13-й отдельный гвардейский воздушно-десантный самоходно-артиллерийский дивизион[11](до 5 сентября 1944 года — 13-й отдельный гвардейский истребительно-противотанковый дивизион)
- 2-я отдельная гвардейская разведывательная рота
- 3-й отдельный гвардейский  сапёрный батальон
- 4-я отдельная гвардейская рота связи
- 7-я автотранспортная рота
- 8-я отдельная рота химической защиты
- 9-й отдельный медико-санитарный батальон
- 12-я полевая хлебопекарня
- 10-й дивизионный ветеринарный лазарет
- 2393-я полевая почтовая станция
- 1817-я полевая касса Государственного банка[12]

## Подчинение
| Дата            | Фронт (округ)         | Армия                 | Корпус                             | Примечания |
| --------------- | --------------------- | --------------------- | ---------------------------------- | ---------- |
| 01.01.1943 года | Резерв Ставки ВГК     | -                     | -                                  | -          |
| 01.02.1943 года | Резерв Ставки ВГК     | -                     | -                                  | -          |
| 01.03.1943 года | Северо-Западный фронт | 68-я армия            | -                                  | -          |
| 01.04.1943 года | Северо-Западный фронт | 68-я армия            | -                                  | -          |
| 01.05.1943 года | Степной военный округ | 24-я армия            | 20-й гвардейский стрелковый корпус | -          |
| 01.06.1943 года | Степной военный округ | 4-я гвардейская армия | 20-й гвардейский стрелковый корпус | -          |
| 01.07.1943 года | Степной военный округ | 4-я гвардейская армия | 20-й гвардейский стрелковый корпус | -          |
| 01.08.1943 года | Степной военный округ | 4-я гвардейская армия | 20-й гвардейский стрелковый корпус | -          |
| 01.09.1943 года | Воронежский фронт     | 4-я гвардейская армия | 20-й гвардейский стрелковый корпус | -          |
| 01.10.1943 года | Воронежский фронт     | 4-я гвардейская армия | 20-й гвардейский стрелковый корпус | -          |
| 01.11.1943 года | 2-й Украинский фронт  | 4-я гвардейская армия | 20-й гвардейский стрелковый корпус | -          |
| 01.12.1943 года | 2-й Украинский фронт  | 4-я гвардейская армия | 20-й гвардейский стрелковый корпус | -          |
| 01.01.1944 года | 2-й Украинский фронт  | 4-я гвардейская армия | 20-й гвардейский стрелковый корпус | -          |
| 01.02.1944 года | 2-й Украинский фронт  | 4-я гвардейская армия | 20-й гвардейский стрелковый корпус | -          |
| 01.03.1944 года | 2-й Украинский фронт  | 4-я гвардейская армия | 20-й гвардейский стрелковый корпус | -          |
| 01.04.1944 года | 2-й Украинский фронт  | 4-я гвардейская армия | 20-й гвардейский стрелковый корпус | -          |
| 01.05.1944 года | 2-й Украинский фронт  | 4-я гвардейская армия | 20-й гвардейский стрелковый корпус | -          |
| 01.06.1944 года | 2-й Украинский фронт  | 4-я гвардейская армия | 20-й гвардейский стрелковый корпус | -          |
| 01.07.1944 года | 2-й Украинский фронт  | 4-я гвардейская армия | 20-й гвардейский стрелковый корпус | -          |
| 01.08.1944 года | 2-й Украинский фронт  | 4-я гвардейская армия | 20-й гвардейский стрелковый корпус | -          |
| 01.09.1944 года | 2-й Украинский фронт  | 4-я гвардейская армия | 20-й гвардейский стрелковый корпус | -          |
| 01.10.1944 года | Резерв Ставки ВГК     | 4-я гвардейская армия | 20-й гвардейский стрелковый корпус | -          |
| 01.11.1944 года | Резерв Ставки ВГК     | 4-я гвардейская армия | 20-й гвардейский стрелковый корпус | -          |
| 01.12.1944 года | 3-й Украинский фронт  | 4-я гвардейская армия | 20-й гвардейский стрелковый корпус | -          |
| 01.01.1945 года | 3-й Украинский фронт  | 4-я гвардейская армия | 20-й гвардейский стрелковый корпус | -          |
| 01.02.1945 года | 3-й Украинский фронт  | 4-я гвардейская армия | 20-й гвардейский стрелковый корпус | -          |
| 01.03.1945 года | 3-й Украинский фронт  | 4-я гвардейская армия | 20-й гвардейский стрелковый корпус | -          |
| 01.04.1945 года | 3-й Украинский фронт  | 4-я гвардейская армия | 20-й гвардейский стрелковый корпус | -          |
| 01.05.1945 года | 3-й Украинский фронт  | 4-я гвардейская армия | 20-й гвардейский стрелковый корпус | -          |

## Командование дивизии

### Командиры дивизии
- Травников, Николай Григорьевич (08.12.1942 — 30.05.1943), гвардии генерал-майор;
- Богданов, Михаил Андреевич (31.05.1943 — 16.07.1943), гвардии генерал-майор;
- Калинин, Василий Иванович (16.07.1943 — 15.09.1943), гвардии полковник;
- Иванов, Фёдор Ефимович (16.09.1943 — 16.10.1943), гвардии полковник;
- Забелло, Фёдор Михайлович (17.10.1943 — 11.12.1943), гвардии полковник;
- Афонин, Павел Иванович (23.12.1943 — 28.06.1945), гвардии генерал-майор[13].

### Заместители командира по политической части
- Ческидов, Константин Петрович (08.12.1942 — 16.06.1943), гвардии полковник;
- Терёхин, Пётр Дмитриевич (16.06.1943 — 04.08.1943)[14], гвардии подполковник;
- Чиковани, Михаил Герасимович (04.08.1943 — 07.03.1944), гвардии подполковник;
- Дробышев, Дмитрий Степанович (08.03.1944 — 28.05.1945), гвардии подполковник.

### Начальники штаба
- Кожушко, Иван Никитич (08.12.1942 — 05.12.1943), гвардии полковник;
- Сорокин, Дмитрий Самсонович (13.12.1943 — 07.10.1944), гвардии подполковник;
- Аветисов, Сергей Киракосович (03.1944 — 04.1944), гвардии подполковник;
- Горчаков, Григорий Сергеевич (07.10.1944 — 28.05.1945), гвардии подполковник.

### Начальники Оперативного отдела штаба
- Аветисов, Сергей Киракосович — гвардии подполковник
- Николаев, Вадим Григорьевич (помощник начальника отд.) — ст. лейтенант, убит
- Радков, Степан Миронович (помощник начальника отд.) — гв. капитан

## Награды и наименования
- 13 февраля 1944 года — Почетное наименование «Звенигородская» — присвоено приказом Верховного Главнокомандующего № 030 от 13 февраля 1944 года за отличие в боях с немецкими захватчиками за освобождение Звенигородки.
- 8 апреля 1944 года —  Орден Суворова II степени — награждена указом Президиума Верховного Совета СССР от 8 апреля 1944 года за образцовое выполнение заданий командования при форсировании Днестра, овладении городом и важным железнодорожным узлом Бельцы, выход на государственную границу и проявленные при этом доблесть и мужество.[15]
- 5 апреля 1945 года —  Орден Красного Знамени — награждена указом Президиума Верховного Совета СССР от 5 апреля 1945 года за образцовое выполнение заданий командования в боях с немецкими захватчиками при овладении городом Будапешт и проявленные при этом доблесть и мужество.[16]

Награды частей дивизии:
- 1-й гвардейский воздушно-десантный стрелковый Ясский[17] ордена Суворова[18] полк
- 11-й гвардейский воздушно-десантный стрелковый Кишинёвский[19] ордена Суворова[18] полк
- 16-й гвардейский воздушно-десантный стрелковый Венский[20] ордена Кутузова[21] полк
- 6-й гвардейский воздушно-десантный артиллерийский Ясский[17] ордена Кутузова[18] полк
- 13-й отдельный гвардейский воздушно-десантный самоходный артиллерийский ордена Александра Невского[18] дивизион
- 3-й отдельный воздушно-десантный сапёрный ордена Красной Звезды[18] батальон

## Отличившиеся воины дивизии
- Булаенко, Иван Савельевич, гвардии подполковник — командир 11-го гвардейского воздушно-десантного стрелкового полка.

## Память
- В честь дивизии на улице Гагарина Светловодска Кировоградской области установлен памятник[22]
- В память о погибших воинах дивизии установлена стела в городе Унгены.[23]